# Land Glacier
Land Glacier är en glaciär i Antarktis. Den ligger i Västantarktis. Inget land gör anspråk på området. Land Glacier ligger 180 meter över havet.
Terrängen runt Land Glacier är platt åt nordväst, men åt sydost är den kuperad. Trakten är obefolkad. Det finns inga samhällen i närheten.